# 미씽나인
《미씽나인》(Missing 9)은 2017년 1월 18일부터 2017년 3월 9일까지 MBC에서 방영된 수목미니시리즈이다. 드라마 첫방송을 앞두고 배우들의 코멘터리와 인터뷰 등을 담은 〈스페셜 - 미씽나인 더 비기닝〉을 추가 편성하였다.

## 줄거리
비행기 추락 사고로 사라진 9명의 행방과 숨은 진실을 파헤쳐나가는 이야기.

## 등장인물

### 주요 인물
- 정경호 : 서준오 역 - 28세. 밴드 그룹 드리머즈의 리더
- 백진희 : 라봉희 역 - .26세 서준오의 코디, 무인도 유일한 생존자이자 유일한 목격자

### 실종자
- 오정세 : 정기준 역 - 39세. 준오의 동고동락 매니저, 지아의 키다리 아저씨
- 최태준 : 최태호 역 - 27세. 밴드 그룹 드리머즈 베이스 담당, 주목받는 배우
- 이선빈 : 하지아 역 - 26세. 급부상중인 라이징 배우
- 박찬열 : 이열 역 - 23세. 밴드 그룹 드리머즈 드러머 및 비주얼 담당, 싱어송 라이터
- 김상호 : 황재국 역 - 47세. 레전드 엔터테인먼트 대표
- 태항호 : 태호항 역 - 36세. 레전드 엔터테인먼트 실장, 황재국의 고향 동생이자 비서
- 류원 : 윤소희 역 - 25세. 탑 배우, 한류 여신

### 관련자
- 양동근 : 윤태영 역 - 31세. 검사. 윤소희의 친오빠
- 송옥숙 : 조희경 역 - 50대. 특별조사위원회 위원장
- 민성욱 : 오병훈 조사관 역 - 30대 후반. 특별조사위원회 조사관. 조희경의 수족이자 오른팔
- 방은희 : 봉희의 어머니 역 - 50대 초반. 해녀
- 김재철 : 이재준 역 - 서부지검 소속 검사

### 레전드 엔터
- 김법래 : 장도팔 역 - 45세. 레전드 엔터테인먼트 부대표
- 연제욱 : 신재현 역 - 레전드 엔터 소속, 자살을 한 비운의 아티스트

### 그 외 인물
- 권혁수 : 조성국 검사 역 - 윤태영 검사의 조수. 서준오의 변호인
- 차오루 : 채민 역
- 간미연
- 박영수
- 이승형 : 윤태영 검사의 수사관 역
- 이재욱 : 예능 프로그램 PD 역
- 박슬기 : 본인 역
- 정병철
- 장위안
- 홍서준
- 정동규 : 의사 역
- 장희수 : 하지아의 어머니 역
- 김병춘 : 박선생 역
- 이상홍 : 서동민 기자 역
- 김슬기 : 김비서 역
- 변우종
- 이규섭
- 박대규
- 동윤석
- 김기남 : 임병주 역 - 레전드 엔터테인먼트 매니저
- 한태일
- 백윤흠
- 김사훈
- 강학수
- 황재열 : 보컬트레이너 황시후 역
- 스잘김
- 홍진기 : 아이돌 연습생 역
- 강운 : A/S업자 역

### 특별 출연
- 송영재 : 군인 역
- 최종훈 : 군인 역
- 백봉기 : 군인 역
- 전원주 : 노인정 할머니 역
- 박희진 : 교사 역
- 허재호 : 명성일보 연예부 김기환 기자 역

## 시청률
최저 시청률과 최고 시청률은 시청률 조사회사와 지역별로 시청률에 차이가 있을 수 있습니다.
| 2017년      | 2017년      | 2017년         | 2017년       | 2017년         | 2017년       |
| 회차        | 방송일      | TNmS 시청률    | TNmS 시청률  | AGB 시청률     | AGB 시청률   |
| 회차        | 방송일      | 대한민국(전국) | 서울(수도권) | 대한민국(전국) | 서울(수도권) |
| ----------- | ----------- | -------------- | ------------ | -------------- | ------------ |
| 제1회       | 1월 18일    | 5.6%           | 6.4%         | 6.5%           | 7.3%         |
| 제2회       | 1월 19일    | 5.5%           | 5.7%         | 5.8%           | 6.0%         |
| 제3회       | 1월 25일    | 4.6%           | 5.5%         | 4.7%           | 5.6%         |
| 제4회       | 1월 26일    | 6.0%           | 6.9%         | 5.3%           | 6.3%         |
| 제5회       | 2월 1일     | 5.3%           | 5.6%         | 4.8%           | 5.1%         |
| 제6회       | 2월 2일     | 6.2%           | 6.3%         | 4.8%           | 4.9%         |
| 제7회       | 2월 8일     | 5.8%           | 6.7%         | 3.8%           | 4.8%         |
| 제8회       | 2월 9일     | 4.6%           | 5.5%         | 4.4%           | 5.4%         |
| 제9회       | 2월 15일    | 4.7%           | 5.1%         | 4.0%           | 4.4%         |
| 제10회      | 2월 16일    | 4.8%           | 5.7%         | 4.3%           | 5.2%         |
| 제11회      | 2월 22일    | 5.1%           | 5.4%         | 4.1%           | 4.5%         |
| 제12회      | 2월 23일    | 5.8%           | 6.0%         | 4.6%           | 4.8%         |
| 제13회      | 3월 1일     | 4.6%           | 5.1%         | 3.9%           | 4.4%         |
| 제14회      | 3월 2일     | 4.5%           | 4.6%         | 3.6%           | 3.7%         |
| 제15회      | 3월 8일     | 4.4%           | 4.5%         | 4.0%           | 4.1%         |
| 제16회      | 3월 9일     | 4.8%           | 5.1%         | 4.2%           | 4.5%         |
| 평균 시청률 | 평균 시청률 | 5.1%           | 5.6%         | 4.6%           | 5.1%         |

## 동시간대 드라마
KBS 수목드라마
- 《맨몸의 소방관》 (2017년 1월 12일 ~ 2017년 1월 19일)
- 《김과장》 (2017년 1월 25일 ~ 2017년 3월 30일)

SBS 드라마 스페셜
- 《푸른 바다의 전설》 (2016년 11월 16일 ~ 2017년 1월 25일)
- 《사임당, 빛의 일기》 (2017년 1월 26일 ~ 2017년 5월 4일)

## 수상
- 2017년 MBC 연기대상 미니시리즈 부문 남자 황금연기상 오정세
- 2017년 MBC 연기대상 여자 신인상 이선빈
- 2017년 MBC 연기대상 최고의 캐릭터 부문 코믹 캐릭터상 정경호
- 2017년 MBC 연기대상 최고의 캐릭터 부문 최고의 악역상 최태준